# Gypsy (canção de Lady Gaga)
"Gypsy" é uma canção da artista musical estadunidense Lady Gaga, contida em seu quarto álbum de estúdio Artpop (2013). Foi composta e produzida pela própria juntamente com Madeon, com auxílio na escrita por RedOne e Paul Blair.

## Composição
"Gypsy" é uma faixa de europop e electropop que possui influências de rock clássico e house music. Adam Markovitz, da revista Entertainment Weekly, comentou que a obra contém "suaves notas de piano" e definiu seu gancho como "impressionante"." Um editor do periódico Rolling Stone descreveu a canção como um "hino ao estilo dos anos 1980".

## Apresentações ao vivo
Em outubro de 2013, Gaga cantou "Gypsy" pela primeira vez ao piano para os convidados de sua festa de audição de Artpop, ocorrida em Berlim, na Alemanha. Para a ocasião, ela vestia uma lingerie e um bigode falso, fazendo referência ao pintor surrealista espanhol Salvador Dalí. Durante a performance, ela comentou sobre a inspiração para compor a obra: "Eu escrevi esta canção quando estava viajando o mundo todo... As pessoas dizem que um cigano não tem um lar. Mas eu tenho um lar. Eu sempre tenho um lar com vocês [fãs]." Malene Arpe, redatora do jornalToronto Star, disse que a apresentação causou arrepios e fez com que os espectadores parassem de notar o bigode "estampado no seu rosto". No mês seguinte, a artista também interpretou o tema na festa de lançamento de Artpop, nomeada de ArtRave, e no programa Saturday Night Live. Ainda em novembro, o número foi incluído no repertório de performances para o seu programa especial Lady Gaga and the Muppets' Holiday Spectacular, transmitido pela ABC.

## Desempenho nas tabelas musicais

### Posições
| Tabela musical (2013)            | Melhor posição |
| -------------------------------- | -------------- |
| Coreia do Sul (Gaon Music Chart) | 37             |